# Бенедейчич, Игор
Игор Бенедейчич (словен. Igor Benedejčič; род. 28 июля 1969, Словения) — словенский футболист, игравший на позиции полузащитника. По завершении игровой карьеры — тренер.
Выступал за клубы «Олимпия» (Любляна) и «Копер», а также национальную сборную Словении. В 2018 году временно исполнял обязанности тренера национальной сборной Словении.

## Клубная карьера
Во взрослом футболе дебютировал в 1991 году выступлениями за клуб «Копер», в котором провел один сезон, приняв участие в 33 матчах чемпионата.
Своей игрой привлек внимание представителей тренерского штаба клуба «Олимпия» (Любляна), к составу которого присоединился в 1992 году. Сыграл за команду из Любляны следующие пять сезонов своей игровой карьеры. Большинство времени, проведенного в составе Люблянского «Олимпии», был основным игроком команды.
С 1997 по 1999 год играл в составе клубов «Риека» и «Коротан».
В 1999 году вернулся в клуб «Копер», за который сыграл 5 сезонов. Завершил профессиональную карьеру футболиста в 2004 году.
Его двоюродный брат — дипломат Андрей Бенедейчич.

## Выступления за сборную
В 1992 году дебютировал в официальных матчах в составе национальной сборной Словении. В течение карьеры в национальной команде, которая длилась 7 лет, провел в форме главной команды страны 8 матчей, забив 1 гол.

## Карьера тренера
Начал тренерскую карьеру, вернувшись к футболу после небольшого перерыва, в 2008 году, возглавив тренерский штаб клуба «Интерблок».
Впоследствии с 2013 по 2018 тренировал юношеские сборные Словении разных возрастных категорий. В 2018 году непродолжительное время исполнял обязанности главного тренера национальной сборной страны, которая под его руководством провела два матча.

## Трофеи и достижения

### Как игрока
- Чемпион Словении: 1992, 1993, 1994, 1995
- Обладатель Кубка Словении: 1993, 1996
- Обладатель Суперкубка Словении: 1995